# Peach Springs
Peach Springs (Lingua hualapai: Hàkđugwi:v) è un census-designated place (CDP), nella Contea di Mohave (Arizona), USA. Nel censimento del 2000, la popolazione ammontava a 600 abitanti. Peach Springs è sede dell'amministrazione per il popolo Hualapai (che significa Popolo dei Pini Alti) e si trova nella Riserva Hualapai.

## Geografia fisica
Secondo l'United States Census Bureau, il CDP comprende un'area totale di 17,8 km².

## Negozi e servizi
Peach Springs dispone di un lodge, l'Hualapai Lodge e di un piccolo negozio di alimentari, ma non sono presenti stazioni di servizio. Si tratta della città più vicina a Hualapai Hilltop, luogo da cui partono gli escursionisti a piedi seguendo un percorso di 13 km con un dislivello di 900 m per raggiungere la città di Supai, da cui si possono visitare quattro cascate, fra cui le Havasu.

## Curiosità
Peach Springs è stata il modello per la creazione della città di fantasia Radiator Springs nel film Cars della Pixar.